# Lestkov
Lestkov è un comune della Repubblica Ceca facente parte del distretto di Tachov, nella regione di Plzeň.